# Lanceur moyen
Pour un article plus général, voir Lanceur (astronautique).
Un lanceur moyen est un lanceur spatial capable de placer une charge utile de masse comprise entre deux et vingt tonnes en orbite terrestre basse. Un lanceur moyen se situe à mi-chemin entre un lanceur léger et un lanceur lourd.

## Liste de lanceurs
- En développement
- Retiré du service
- Opérationnel

| Lanceur                                      | Origine                     | Fabricant                          | Charge utile en orbite basse (kg)                      | charge utile vers différentes orbites (kg) | Nombre de lancements               | Statut                             | Premier Vol | Dernier vol |
| -------------------------------------------- | --------------------------- | ---------------------------------- | ------------------------------------------------------ | --- | ---------------------------------- | ---------------------------------- | ----------- | ----------- |
| Vostok                                       | Union soviétique            | RKK Energuia                       | 4 730                                                  | | 163                                | Retiré du service                  | 1958        | 1991        |
| Saturn I                                     | États-Unis                  | Chrysler et Douglas                | 9 000                                                  | | 10                                 | Retiré du service                  | 1961        | 1965        |
| Atlas-Centaur                                | États-Unis                  | Lockheed                           | 5 100                                                  | | 61                                 | Retiré du service                  | 1962        | 1983        |
| Titan II GLV                                 | États-Unis                  | Martin                             | 3 580                                                  | | 12                                 | Retiré du service                  | 1964        | 1966        |
| Titan IIIC                                   | États-Unis                  | Martin                             | 13 100                                                 | 3 000 vers l'orbite géostationnaire 1 200 vers l'orbite martienne                                                                              | 36                                 | Retiré du service                  | 1965        | 1982        |
| Molniya-M                                    | Union soviétique Russie     | TsSKB-Progress                     | 2 400                                                  | | 280                                | Retiré du service                  | 1965        | 2010        |
| Proton-K                                     | Union soviétique Russie     | Khrunichev                         | 19 760                                                 | | 311                                | Retiré du service                  | 1965        | 2012        |
| Soyuz original                               | Union soviétique            | OKB-1                              | 6 450                                                  | | 32                                 | Retiré du service                  | 1966        | 1975        |
| R-36 Tsyklon                                 | Union soviétique Ukraine    | Ioujmach                           | 2 820-5 250 (selon les variantes),                     | 500-910 vers l'orbite géostationnaire | 236                                | Retiré du service                  | 1967        | 2009        |
| Soyouz-L                                     | Union soviétique            | OKB-1                              | 5 500                                                  | | 3                                  | Retiré du service                  | 1970        | 1971        |
| Titan IIID                                   | États-Unis                  | Martin                             | 12 300                                                 | | 22                                 | Retiré du service                  | 1971        | 1982        |
| Soyouz-M                                     | Union soviétique            | OKB-1                              | 6 600                                                  | | 8                                  | Retiré du service                  | 1971        | 1976        |
| Soyouz-U                                     | Union soviétique Russie     | TsSKB-Progress                     | 6 900                                                  | | 786                                | Retiré du service                  | 1973        | 2017        |
| Feng Bao 1                                   | Chine                       | Shanghai Bureau No.2               | 2 500                                                  | | 8                                  | Retiré du service                  | 1973        | 1981        |
| Longue Marche 2A                             | Chine                       | CALT                               | 2 000                                                  | | 4                                  | Retiré du service                  | 1974        | 1976        |
| Titan IIIE                                   | États-Unis                  | Martin Marietta                    | 15 400                                                 | 3 700 vers l'orbite martienne | 7                                  | Retiré du service                  | 1974        | 1977        |
| Delta 3920–5920                              | États-Unis                  | Douglas                            | 3 452–3 848                                            | | 30                                 | Retiré du service                  | 1980        | 1990        |
| N-II                                         | Japon                       | Mitsubishi                         | 2 000                                                  | | 8                                  | Retiré du service                  | 1981        | 1987        |
| Soyouz-U2                                    | Union soviétique            | TsSKB-Progress                     | 7 050                                                  | | 72                                 | Retiré du service                  | 1982        | 1995        |
| Longue Marche 2C                             | Chine                       | CALT                               | 3 850                                                  | 1 900 vers l'orbite héliosynchrone | 68                                 | Opérationnel                       | 1982        |             |
| Atlas G                                      | États-Unis                  | Lockheed                           | 5 900                                                  | | 7                                  | Retiré du service                  | 1984        | 1989        |
| Longue Marche 3                              | Chine                       | CALT                               | 5 000                                                  | 1 340 vers l'orbite géostationnaire | 14                                 | Retiré du service                  | 1984        | 2000        |
| Zenit-2                                      | Union soviétique Ukraine    | Ioujmach                           | 13 740                                                 | | 36                                 | Retiré du service                  | 1985        | 2004        |
| H-I                                          | Japon                       | Mitsubishi                         | 3 200                                                  | 1 100 vers l'orbite géostationnaire | 9                                  | Retiré du service                  | 1986        | 1992        |
| Longue Marche 4A                             | Chine                       | SAST                               | 4 000                                                  | | 2                                  | Retiré du service                  | 1988        | 1990        |
| Ariane 4                                     | Union européenne France     | Aérospatiale                       | 7 600                                                  | 4 800 vers l'orbite géostationnaire | 116                                | Retiré du service                  | 1988        | 2003        |
| Delta II                                     | États-Unis                  | United Launch Alliance             | 6 100                                                  | 2 170 vers l'orbite géostationnaire 1 000 vers l'orbite héliocentrique                                                                         | 156                                | Retiré du service                  | 1989        | 2018        |
| Atlas I, II, III                             | États-Unis                  | Lockheed                           | 5 900–8 686                                            | 2 340–4 609 vers l'orbite géostationnaire | 80                                 | Retiré du service                  | 1990        | 2005        |
| Longue Marche 2E                             | Chine                       | CALT                               | 9 200                                                  | | 7                                  | Retiré du service                  | 1990        | 1995        |
| Longue Marche 2D                             | Chine                       | SAST                               | 3 500                                                  | 1 300 vers l'orbite héliosynchrone | 74                                 | Opérationnel                       | 1992        |             |
| PSLV                                         | Inde                        | ISRO                               | 3 800                                                  | 1 200 vers l'orbite géostationnaire 1 750 vers l'orbite héliosynchrone                                                                         | 56                                 | Opérationnel                       | 1993        |             |
| H-II / IIS                                   | Japon                       | Mitsubishi                         | 10 060                                                 | 4 000 vers l'orbite géostationnaire | 7                                  | Retiré du service                  | 1994        | 1999        |
| Longue Marche 3A                             | Chine                       | CALT                               | 6 000                                                  | 2 600 vers l'orbite géostationnaire 5 000 vers l'orbite héliosynchrone                                                                         | 27                                 | Opérationnel                       | 1994        |             |
| Longue Marche 3B                             | Chine                       | CALT                               | 11 200                                                 | 5 100 vers l'orbite géostationnaire 5 700 vers l'orbite héliosynchrone                                                                         | 89                                 | Opérationnel                       | 1996        |             |
| Delta III                                    | États-Unis                  | Boeing                             | 8 290                                                  | 3 810 vers l'orbite géostationnaire | 3                                  | Retiré du service                  | 1998        | 2000        |
| Dnepr                                        | Ukraine                     | Ioujmach                           | 4 500                                                  | 2 300 vers l'orbite géostationnaire 550 vers l'orbite lunaire                                                                                  | 22                                 | Retiré du service                  | 1999        | 2015        |
| Zenit-3                                      | Ukraine                     | Ioujmach                           | 7 000                                                  | 6 160 vers l'orbite géostationnaire | 46                                 | Opérationnel                       | 1999        |             |
| Longue Marche 2F                             | Chine                       | CALT                               | 8 400                                                  | 3 500 vers l'orbite géostationnaire | 19                                 | Opérationnel                       | 1999        |             |
| Longue Marche 4B/4C                          | Chine                       | SAST                               | 4 200                                                  | 1 500 vers l'orbite géostationnaire 2 800 vers l'orbite héliosynchrone                                                                         | 95                                 | Opérationnel                       | 1999        |             |
| H-IIA                                        | Japon                       | Mitsubishi                         | 10 000-15 000                                          | 4 100-6 000 vers l'orbite géostationnaire | 46                                 | Opérationnel                       | 2001        |             |
| Soyuz-FG                                     | Russie                      | TsSKB-Progress                     | 6 900                                                  | | 70                                 | Retiré du service                  | 2001        | 2019        |
| GSLV Mk.I                                    | Inde                        | ISRO                               | 4 000                                                  | 2 150 vers l'orbite géostationnaire | 6                                  | Retiré du service                  | 2001        | 2010        |
| Atlas V                                      | États-Unis                  | United Launch Alliance             | 18 850                                                 | 8 900 vers l'orbite géostationnaire | 97                                 | Opérationnel                       | 2002        |             |
| Soyouz-2/Soyouz ST                           | Russie                      | TsSKB-Progress                     | 8 200                                                  | 3 250 vers l'orbite géostationnaire 4 400 vers l'orbite héliosynchrone                                                                         | 147                                | Opérationnel                       | 2006        |             |
| Longue Marche 3B/3E                          | Chine                       | CALT                               | 11 500                                                 | 5 500 vers l'orbite géostationnaire 6 900 vers l'orbite héliosynchrone                                                                         | 89                                 | Opérationnel                       | 2007        |             |
| Longue Marche 3C                             | Chine                       | CALT                               | 9 100                                                  | 3 800 vers l'orbite géostationnaire 6 500 vers l'orbite héliosynchrone                                                                         | 18                                 | Opérationnel                       | 2008        |             |
| H-IIB                                        | Japon                       | Mitsubishi Heavy Industries        | 19 000                                                 | 8 000 vers l'orbite géostationnaire | 9                                  | Retiré du service                  | 2009        | 2020        |
| Falcon 9 v1.0                                | États-Unis                  | SpaceX                             | 9 900                                                  | 4 050 vers l'orbite géostationnaire | 5                                  | Retiré du service                  | 2010        | 2013        |
| GSLV Mk.II                                   | Inde                        | ISRO                               | 5 000                                                  | 2 700 vers l'orbite géostationnaire | 8                                  | Opérationnel                       | 2010        |             |
| Antares 110–130                              | États-Unis                  | Orbital Sciences                   | 5 100                                                  | 1 500 vers l'orbite héliosynchrone | 5                                  | Retiré du service                  | 2013        | 2014        |
| Falcon 9 v1.1                                | États-Unis                  | SpaceX                             | 10 450                                                 | 4 850 vers l'orbite géostationnaire | 15                                 | Retiré du service                  | 2013        | 2016        |
| Soyuz-2.1v                                   | Russie                      | TsSKB-Progress                     | 2 800                                                  | 1 400 vers l'orbite héliosynchrone | 9                                  | Opérationnel                       | 2013        |             |
| Falcon 9 Full Thrust (Falcon 9 Block 3 et 4) | États-Unis                  | SpaceX                             | 15 600 en mode réutilisable22 800 en mode consommable  | 7 075+ vers l'orbite géostationnaire | 24 (réutilisable) 11(consommable)  | Retiré du service                  | 2015        | 2018        |
| Antares 230+                                 | États-Unis                  | Northrop Grumman                   | 7 800                                                  | 3 000 vers l'orbite héliosynchrone | 12                                 | Opérationnel                       | 2016        |             |
| Longue Marche 7/7A                           | Chine                       | CALT                               | 13 500                                                 | 5 500 vers l'orbite héliosynchrone 7 000 vers l'orbite géostationnaire                                                                         | 11                                 | Opérationnel                       | 2016        |             |
| GSLV Mk.III                                  | Inde                        | ISRO                               | 10 000                                                 | 4 000 vers l'orbite géostationnaire | 6                                  | Opérationnel                       | 2017        |             |
| Falcon 9 Block 5                             | États-Unis                  | SpaceX                             | 17 400 en mode réutilisable 22 800 en mode consommable | 5 800 vers l'orbite géostationnaire en mode réutilisable 8 300 vers l'orbite géostationnaire en mode consommable 4 020 vers l'orbite martienne | 150 (réutilisable) 4 (consommable) | Opérationnel                       | 2018        |             |
| Longue Marche 8                              | Chine                       | CALT                               | 8 100                                                  | 4 500 vers l'orbite héliosynchrone | 2                                  | Opérationnel                       | 2020        |             |
| Nuri                                         | Corée du Sud                | KARI                               | 2 600 (orbite basse, 300 km)                           | 1 500 vers l'orbite héliosynchrone (700 km) | 2                                  | Opérationnel                       | 2021        |             |
| Angara 1.2                                   | Russie                      | Khrunichev                         | 3 500                                                  | | 2                                  | Opérationnel                       | 2022        |             |
| Vega-C                                       | Union européenne            | ArianeGroup                        |                                                        | 2 200 vers l'orbite héliosynchrone (700 km) | 2                                  | Opérationnel                       | 2022        |             |
| H3                                           | Japon                       | Mitsubishi Heavy Industries        | 4 000                                                  | 4 000-7900 | 1                                  | En attente d'un premier vol réussi | 2023        |             |
| Ariane 6 (A62)                               | Union européenne            | ArianeGroup                        | 10 350                                                 | 5 000 vers l'orbite géostationnaire | 0                                  | Opérationnel                       | 2024        |             |
| Neutron                                      | Nouvelle-Zélande États-Unis | Rocket Lab                         | 8 000 en mode réutilisable 15 000 en mode consommable  | 1 500 vers l'orbite martienne | 0                                  | En développement                   | 2024        |             |
| Antares 330                                  | États-Unis                  | Northrop Grumman                   | 10 500                                                 | | 0                                  | En développement                   | 2024        |             |
| MLV                                          | États-Unis                  | Firefly Aerospace                  | 13 000                                                 | 11 600 vers l'orbite héliosynchrone | 0                                  | En développement                   | 2025        |             |
| Cyclone-4M                                   | Ukraine Canada              | Maritime Launch Services           | 5 000 (orbite basse, 200 km)                           | 3 450 vers l'orbite héliosynchrone (500 km) 910 vers l'orbite géostationnaire                                                                  | 0                                  | En développement                   | 2025        |             |
| Terran R                                     | États-Unis                  | Relativity Space                   | 20 000                                                 | | 0                                  | En développement                   | 2026        |             |
| Soyouz-5                                     | Russie                      | TsSKB-Progress                     | 18 000                                                 | 5 000 vers l'orbite géostationnaire | 0                                  | En développement                   | 2030        |             |
| Next Generation Launch Vehicle               | Inde                        | Indian Space Research Organization | 16 900                                                 | 8 900 vers l'orbite de transfert géostationnaire                                                                                               | 0                                  | En développement                   | 2035        |             |

1. ↑  Un test de vol suborbital a été effectué en 2004, sans l'étage supérieur.
2. 1 2  La version réutilisable du lanceur Falcon 9 fait se classe dans la catégorie des lanceurs moyens alors que sa version consommable se classe parmi les lanceurs lourds
3. 1 2  Un test de vol suborbital a été effectué en 2014, sans l'étage supérieur.
4. ↑  Une tentative de vol en 2021 n'a pas atteint l'orbite.
5. ↑  Une tentative de vol en 2023 n'a pas atteint l'orbite.

## Galerie de photographies

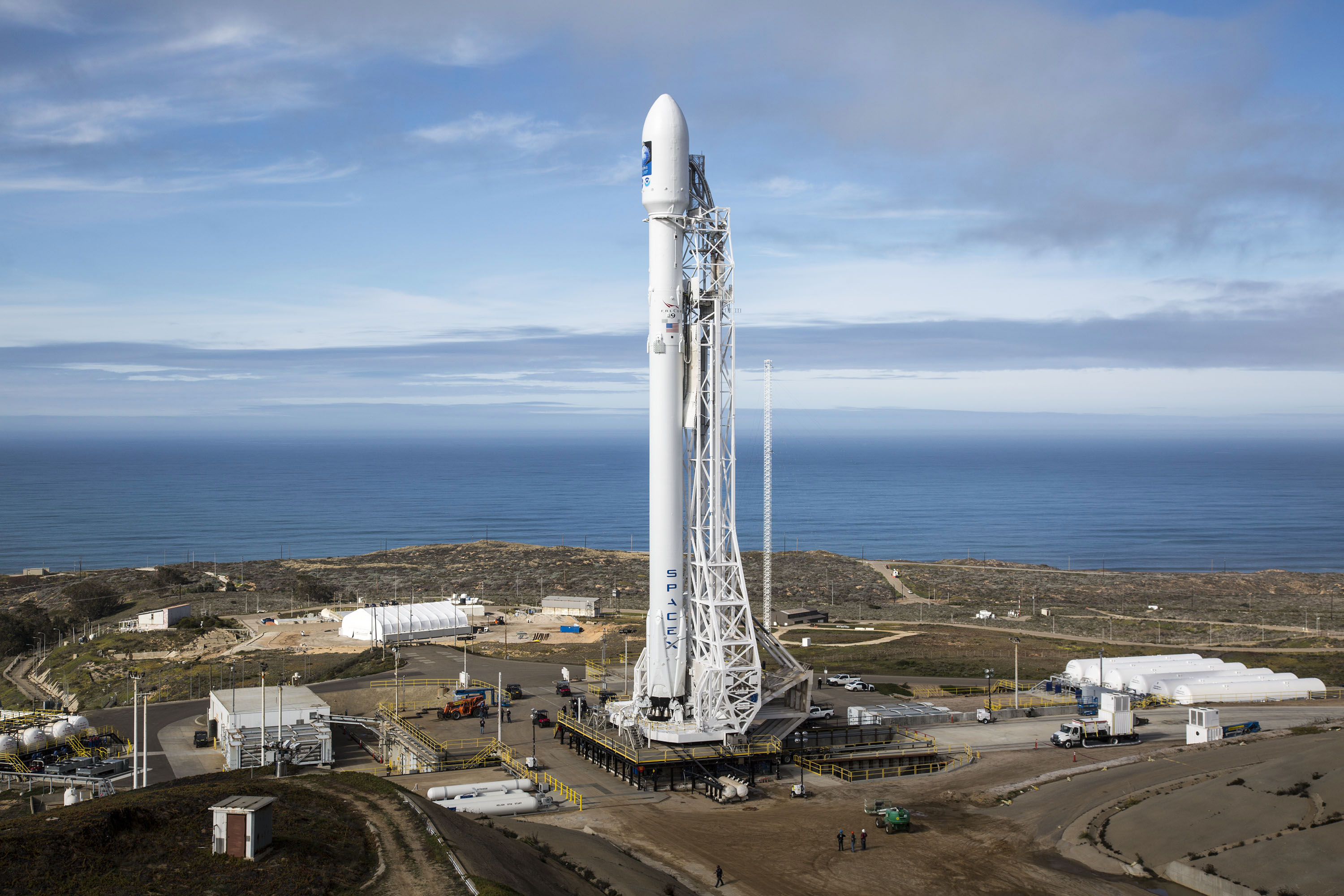
La fusée Falcon 9 sur son pas de tir en 2016 à Vandenberg.
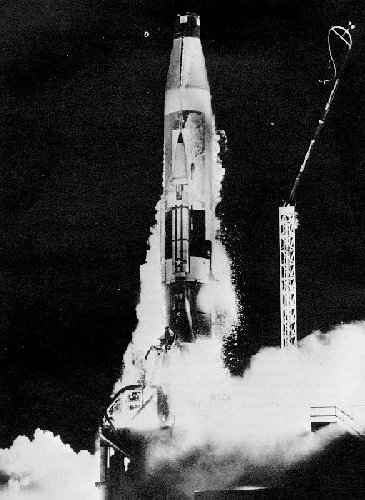
Lancement de la fusée Atlas B.
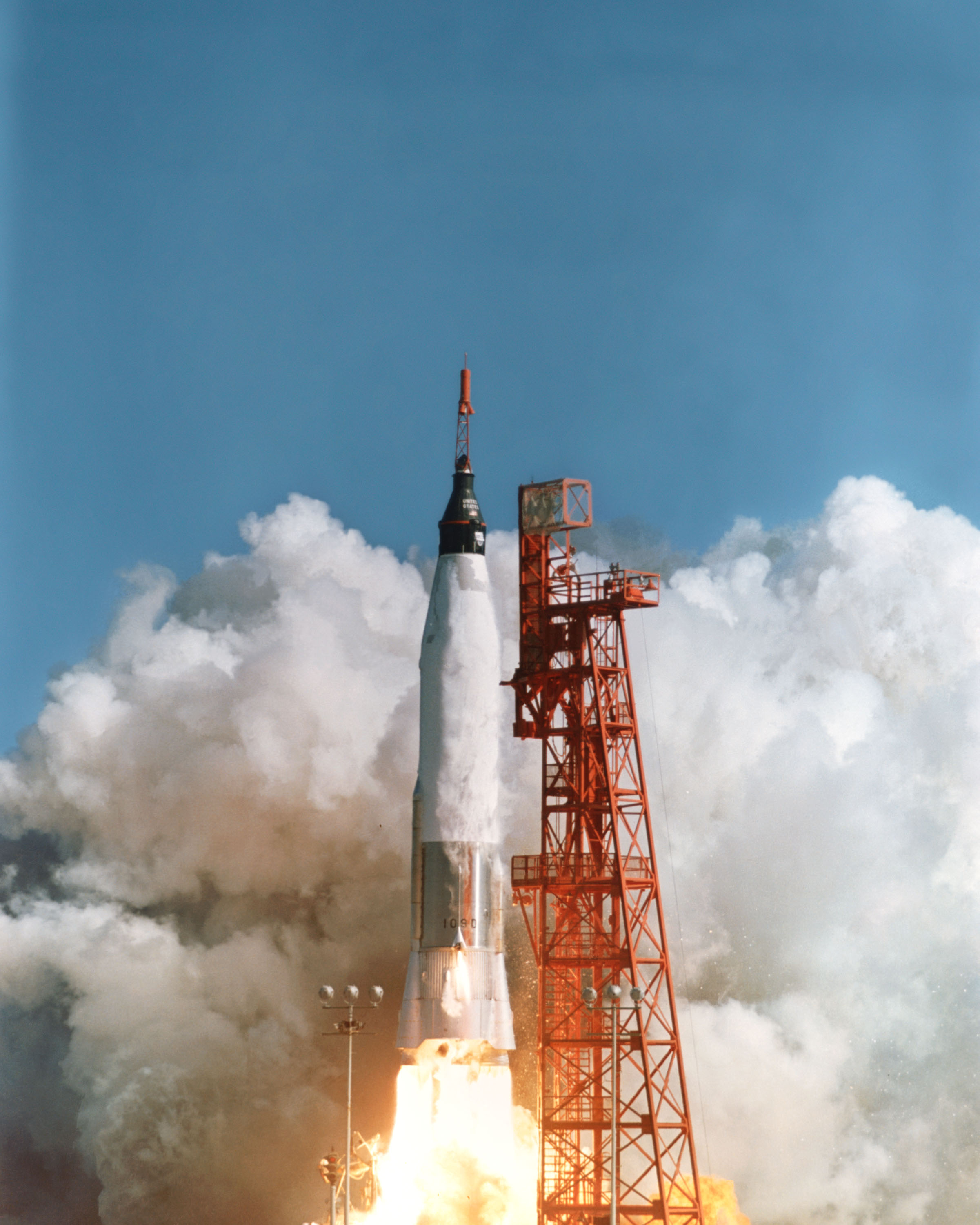
Vol du premier américain en orbite avec le lanceur Atlas lors de la mission Friendship 7.
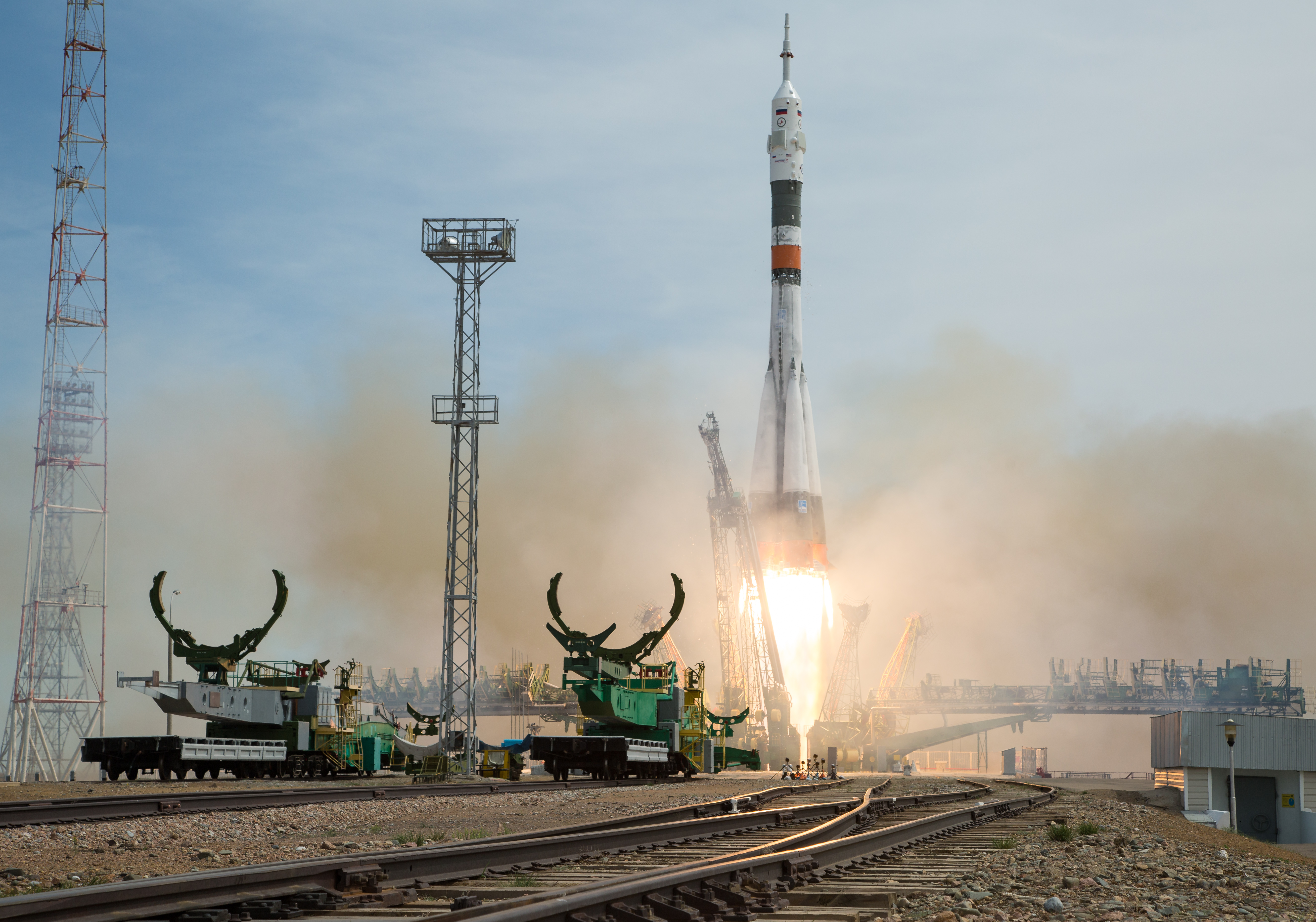
Lancement de l'expédition 51 vers la Station spatiale Internationale.
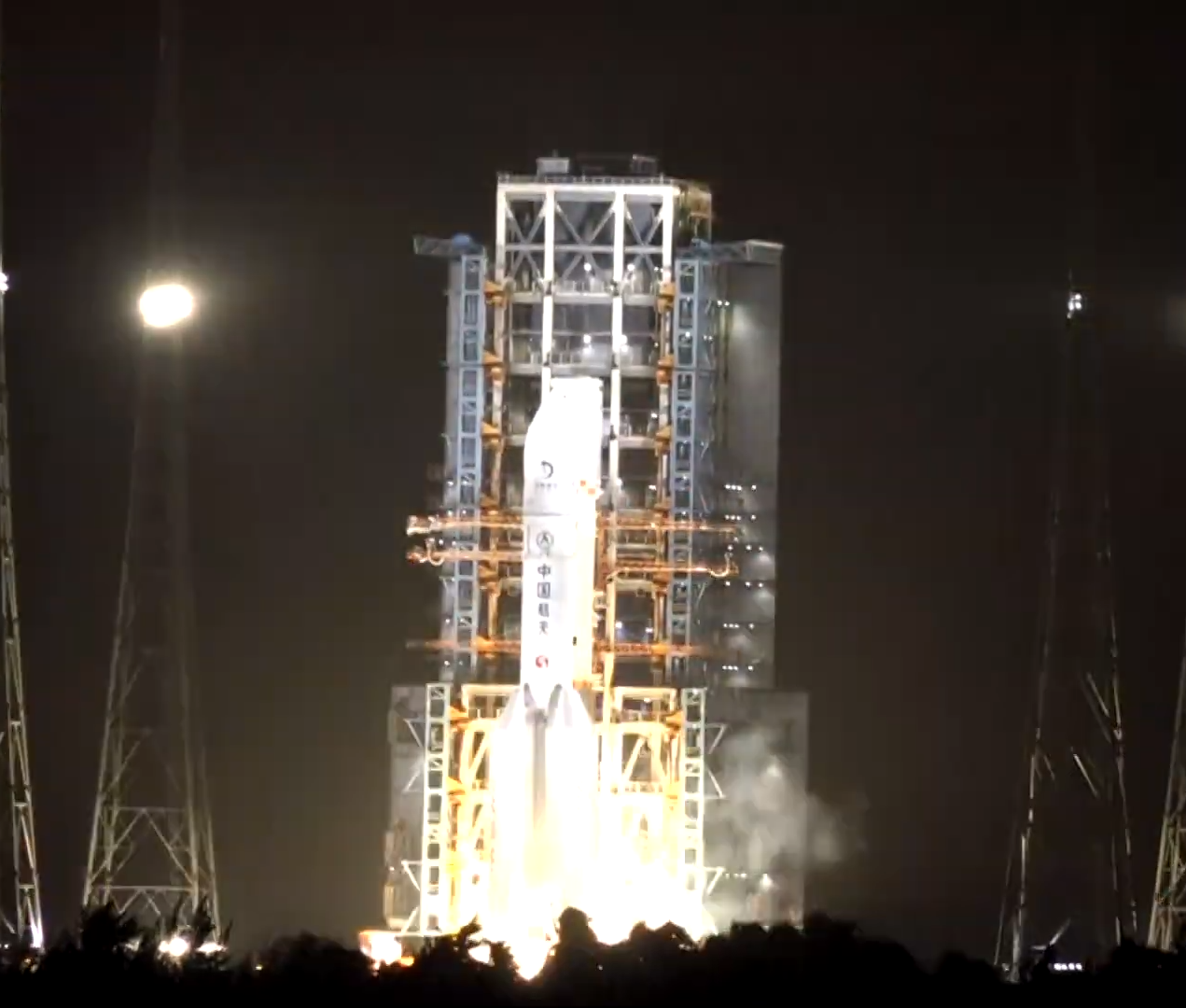
Lancement de la mission Chang'e 5 à bord du lanceur Longue Marche 5.
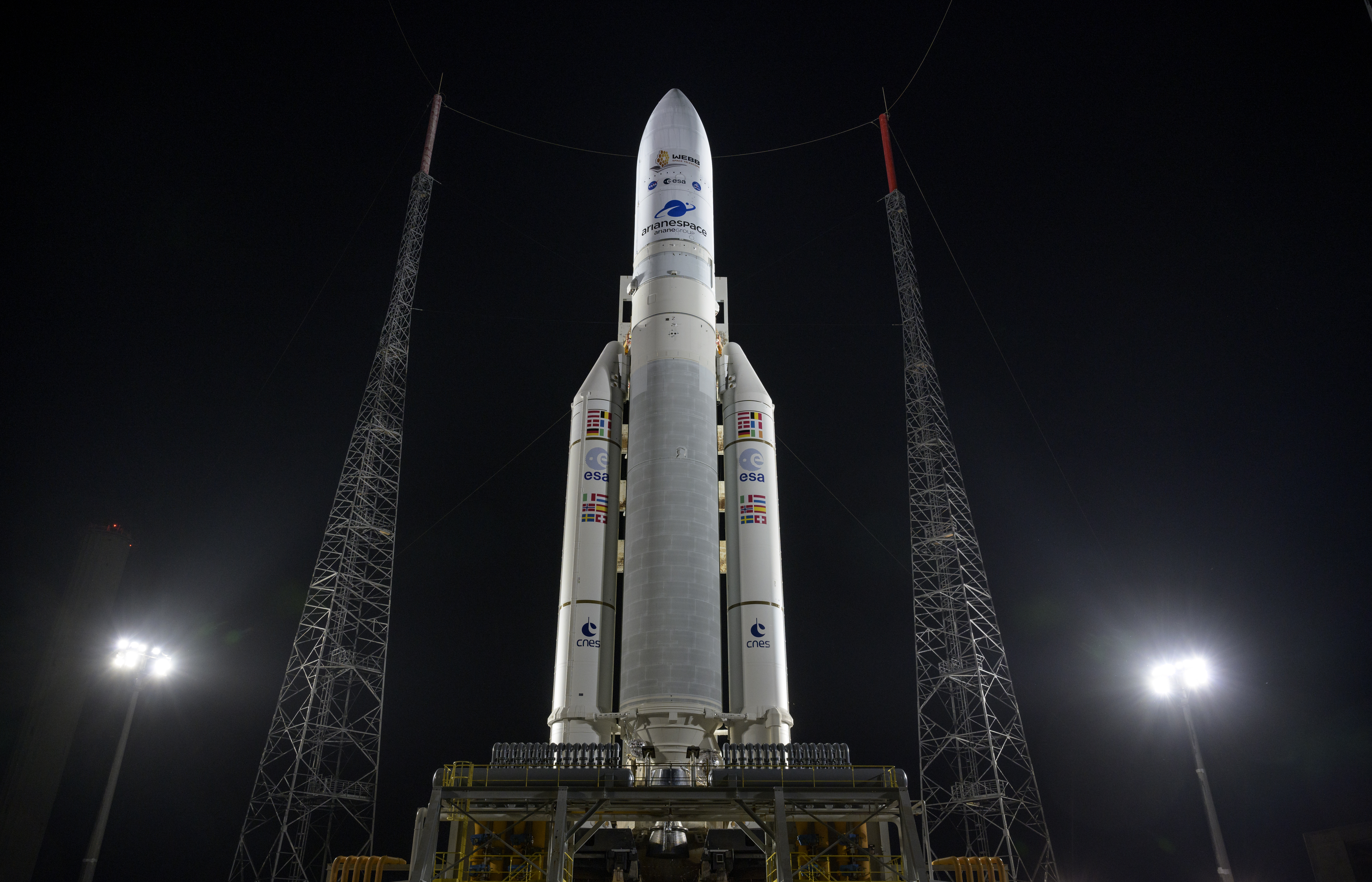
La fusée Ariane 5 sur son pas de tir avant le lancement du télescope spatial James Webb.
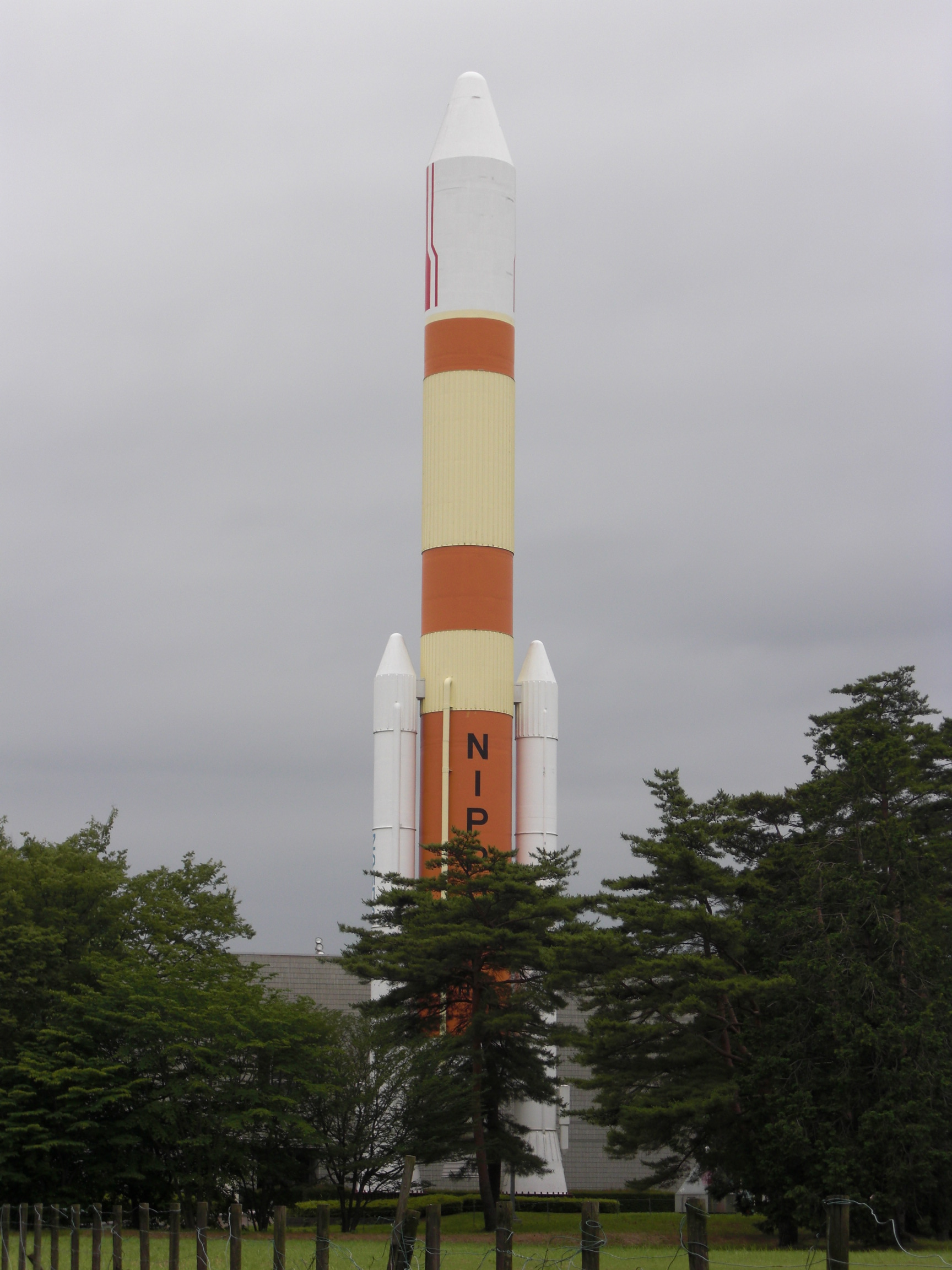
Présentation de la fusée H-II à Tsukuba, au Japon.